# 마쓰바라 진

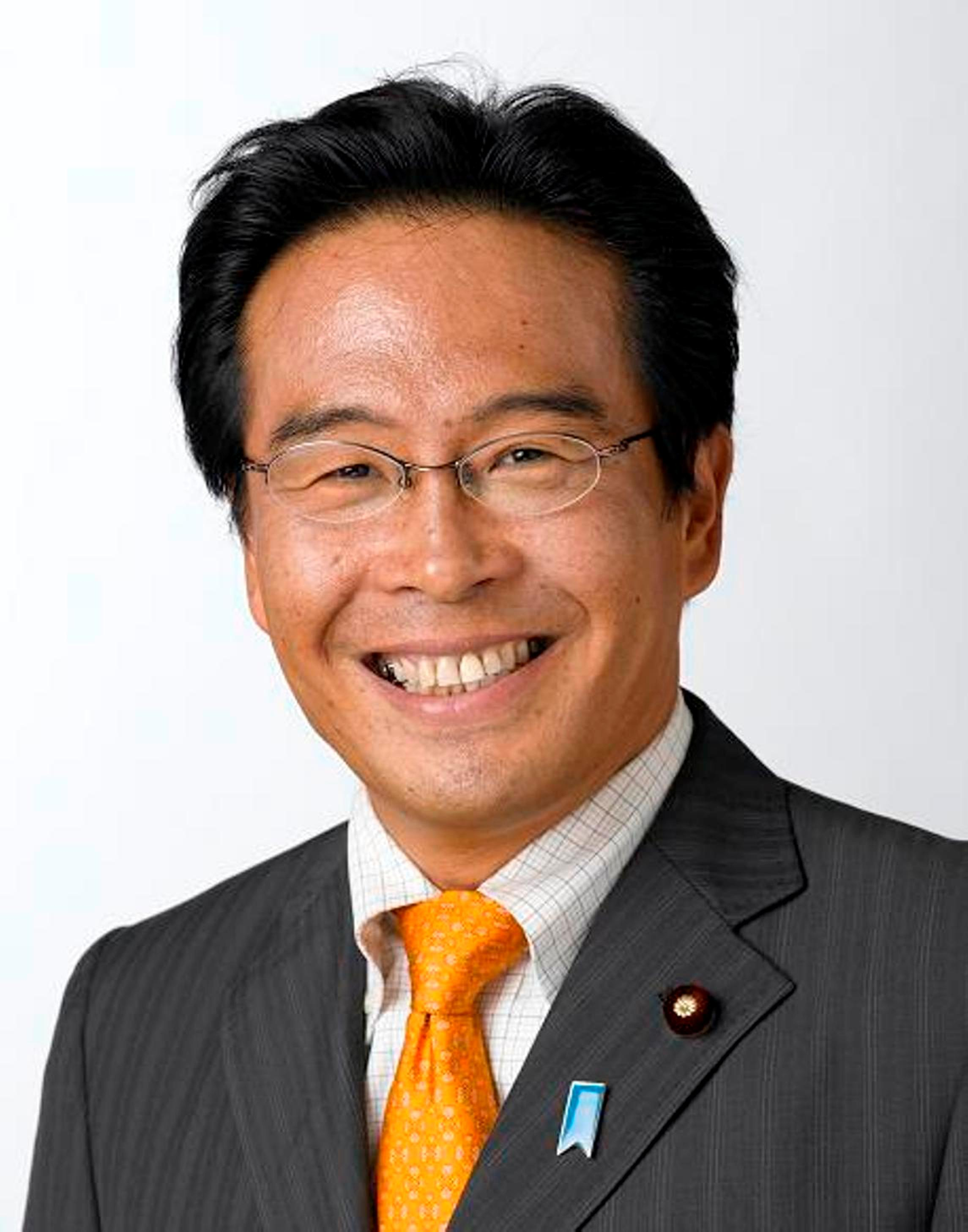
부대신 취임시 (2011년 9월)

마쓰바라 진（松原仁, 1956년 7월 31일）은　일본의 정치가, 무소속 소속의 중의원의원.
와세다 대학 상학부 졸업. 1985년 11월, 노동대신 비서관.　2000년, 중의원의원 첫당선. 2004년, 「다음 내각」（그림자 내각）에서 방재담당 부대신, 과학기술담당 부대신에게 취임. 2011년, 노다 내각에서 국토교통 부대신（안전위기관리관계, 해상보안관계, 국토, 도시, 도로, 항만, 항공, 홋카이도 개발 등에 관한 시책의 담당）. 2012년 1월, 노다 제1차 개조내각에서 국가공안위원회위원장, 납치 문제담당 대신, 내각부 특명 담당 대신(소비자 및 식품안전). 2013년 9월, 민주당 국회대책위원장에게 기용되었다. 2015년 1월, 「다음 내각」（그림자 내각）의 국가공안위원회위원장, 납치 문제담당, 방재담당에 취임.